# فراندوفاينيز
بلدية فراندوفاينيز (بالإسبانية: Frandovínez)‏, هي إحدى بلديات مقاطعة برغش, التي تقع في منطقة قشتالة وليون, والتي تقع في شمال غرب إسبانيا.
يبلغ عدد سكانها 95 نسمة وفقاً لإحصائية سنة (2002).